# Melissa McMorrow
Melissa McMorrow (* 19. Juni 1981 in Palo Alto) ist eine ehemalige US-amerikanische Boxerin und Weltmeisterin.

## Leben
Sie ist brasilianischer Abstammung und wuchs in San José auf. Später lebte sie in San Francisco. In ihrer Jugend spielte sie Fußball und gehörte in ihrer College-Zeit zu den All-Americans. Sie spielte halbprofessionell sowohl in Brasilien als auch in den USA. Mit der Auflösung der Women’s United Soccer Association beendete sie jedoch ihre Fußballkarriere.
Im März 2005 begann sie zu boxen und gewann im März 2006 die Northern California Golden Gloves Flyweight championships. Am 15. Juli 2006 siegte sie in den National Golden Gloves Flyweight championchip in Fort Lauderdale über Aileen Viera. Ende 2006 war sie in der nationalen Rangliste der USA bereits auf Platz 3. Es folgte 2007 ein Erfolg in den USA Junior Bantamweight championships. Bei den USA Nationals in Colorado Springs im Junior Flyweight division verlor sie im Finale knapp gegen Marlen Esparza, der sie auch 2008 im Finale unterlag. Mit einem zweiten Platz im nationalen Ranking schloss sie ihre Karriere als Amateurboxerin ab und wechselte zu den Profis.
Ihren ersten Profikampf bestritt sie am 25. Juni 2008 gegen Mayela Perez in Beverly Hills und war bis 2018 aktiv. Die 1,56 Meter große McMorrow kämpfte im Fliegengewicht. Insgesamt trat sie in 20 Profikämpfen an. Am 24. Juni 2011 gewann sie in Woodhaven den New York State Flyweight-Titel gegen Eileen Olszewski, den sie am 30. Juli 2011 in Brooklyn gegen Keisher McLeod-Wells verteidigte. 2012 unterlag sie Arely Muciño im Kampf um den WBA Interim World Flyweight-Titel in Guadalajara in Mexiko.
Am 16. Mai 2012 gelang ihr jedoch der Sieg über Susianna Kentikian im Kampf um die Titel von WBA, WBO und WIBF im Fliegengewicht in der Brandenburg-Halle in Frankfurt (Oder) in Deutschland. Den WBO-Titel verteidigte sie am 10. Oktober 2012 gegen Yahaira Martinez in Kissimmee in Florida. Am 23. März 2013 verteidigte sie in der GETEC Arena in Magdeburg die Titel von WBO und WIBF gegen Nadia Raoui. 2014 unterlag sie in einem Kampf in Mexiko gegen Mariana Juarez um den WBC-Titel International Junior im Bantamgewicht. 2015 gewann sie gegen Kenia Enriquez in Mexiko erneut den WBO-Titel im Fliegengewicht.
Abseits des Boxrings managt McMorrow für das Unternehmen SolarCity Energieprojekte. An der Carnegie Mellon University in Pittsburgh erwarb sie einen Abschluss in Architektur. Außerdem engagiert sie sich in der Bildungsarbeit für Frauen und Kinder.